# Brookfield Renewable Partners
Brookfield Renewable Partners L.P. è una società in accomandita semplice quotata in borsa che possiede e gestisce asset di energia rinnovabile, con sede a Toronto. È posseduta al 60% da Brookfield Asset Management. Alla fine del 2017, Brookfield Renewable possede più di 200 impianti idroelettrici, 100 parchi eolici, oltre 550 impianti fotovoltaici e quattro impianti di stoccaggio, con circa 16.400 MW di capacità installata.
Nell'ottobre 2022, Brookfield Renewable Partners insieme a Cameco hanno annunciato l'acquisizione di Westinghouse Electric Company, allora di proprietà della sua società sorella Brookfield Business Partners, in un accordo del valore di 7,9 miliardi di dollari compreso il debito. Brookfield Renewable deterrebbe una partecipazione del 51% nella società come parte dell'accordo. L'acquisizione è stata completata nel novembre 2023.